# Live! Tonight! Sold Out!!
Live! Tonight! Sold Out!! je obrazový záznam videí skupiny Nirvana, který vyšel 15. listopadu 1994. Nejdříve vyšel na VHS, až v roce 2006 byl poprvé oficiálně vydán na DVD. Celé video je sestaveno z živě hraných skladeb, které jsou prokládány domácím videem, rozhovory s členy kapely apod.